# 湯氏團扇鰩
湯氏团扇鳐（学名：Platyrhina tangi），又名湯氏黃點鯆，为軟骨魚綱電鰩目团扇鳐科团扇鳐属的鱼类。被IUCN列為易危保育類動物，2011年，由Y. Iwatsuki、J. Zhang 和 K. Nakaya 將本種歸入該屬，分布於西北太平洋日本南部、韓國、台灣、中國及越南北部海域，模式種在日本宮崎，深度50至100公尺，本魚吻端鈍圓或鈍尖，眼小，氣孔與眼徑約相等，後緣無皮褶，鼻孔寬大，鰓裂五個，背面有細小及較大刺狀鱗片，脊椎線上自頭後至第二背鰭前方具一縱向的尖銳結刺、噴水孔上方具一對結刺、眼眶上角具一個結刺，背部灰色，下側為白色，通常含有灰色斑點，鰭呈暗黃色，胸鰭和腹鰭外側呈灰色，體長可達68公分，棲息在岩石或沙底質海域，為底棲性魚類，卵胎生，雌魚從八月到十一月的任何時間分娩，屬肉食性，以甲殼類及硬骨魚為食。